# 迁士
迁士是阿拉伯历史中与辅士相对应的说法，从麦加迁移到麦地那的穆斯林被称为迁士（muhājirūn），而麦地那的穆斯林则被称为辅士（ansār）。